# Klein Radden
Klein Radden, niedersorbisch Radyńc, ist ein Ortsteil der Stadt Lübbenau/Spreewald im nördlichen Teil des Landkreises Oberspreewald-Lausitz im Süden des Landes Brandenburg. Bis zur Eingemeindung nach Lübbenau am 26. Oktober 2003 war Klein Radden eine eigenständige Gemeinde.
Zum Ortsteil Klein Radden gehört auch der Gemeindeteil Groß Radden. Am 31. Dezember 2022 hatte der Ortsteil 230 Einwohner, davon lebten 110 in Klein Radden und 120 in Groß Radden.

## Lage
Klein Radden liegt in der Niederlausitz nördlich des Naturparks Niederlausitzer Landrücken und südwestlich des Spreewalds. Westlich des Ortes befindet sich das Naturschutzgebiet Alteno-Radden, das sowohl im Landkreis Oberspreewald-Lausitz als auch im benachbarten Landkreis Dahme-Spreewald liegt. Durch die Gemeindeteile fließt die Wudritz. Klein Radden gehört zum amtlichen Siedlungsgebiet der Sorben/Wenden in Brandenburg.
Westlich von Klein Radden liegt der zum Ortsteil gehörende Gemeindeteil Groß Radden. Der Ortsteil grenzt im Norden an Ragow, im Osten an Krimnitz, im Südosten an Klein Beuchow, im Süden an Groß Beuchow, im Südwesten an Hindenberg, im Westen an Alteno und im Nordwesten an Terpt.

## Geschichte
Der Ortsname Radden geht auf den Personennamen Rad oder Rada zurück, der eine Kurzform von Radoslav oder Radogost sein kann. Der Personenname wurde vom Suffix -in gefolgt, so dass der altsorbische Ortsname Ort des Rad bedeutet haben kann. Am 8. Juli 1377 wurde der Ort erstmals urkundlich erwähnt. Der Ortsname wurde 1430 als zcu Kleinen Raddin und 1533 als Klein Rhaden genannt. Die niedersorbischen Namensvarianten wurden 1761 als Mali Radinz und 1843 als Radyńc genannt. Das Suffix -yn ist bei niedersorbischen Ortsnamen selten. Eichler nimmt deshalb -in als Nachsilbe an und sieht die niedersorbische Namensvariante von der deutschen beeinflusst. So wird das -d- vor dem -i- bewahrt, das normalerweise in ein -ź-.
Klein Radden und Groß Radden wurden im Jahr 1430 von Paulinus Richard zu Lübben an die Stadt Luckau gestiftet und waren seitdem Ratsdörfer derselben. Bis 1635 gehörte Klein Radden zum Markgraftum Niederlausitz und danach zum Kurfürstentum Sachsen. Im Jahr 1718 lebten im Ort neun Hufner und ein Häusler, die eine Schatzung von 936 Gulden an die Kämmerei der Stadt Luckau zahlen mussten. Für das Jahr 1723 sind eine Schmiede und eine Windmühle erwähnt. Eine weitere Mühle entstand im 19. Jahrhundert. Im Ergebnis des Wiener Kongresses kam Klein Radden mit der gesamten Niederlausitz an das Königreich Preußen und gehörte zum Landkreis Luckau in der Provinz Brandenburg. Bei der Volkszählung am 1. Dezember 1871 ermittelte man in der Landgemeinde Klein Radden 28 Haushalte und 150 Einwohner. Von den Einwohnern waren 71 Männer und 79 Frauen; 37 Einwohner waren jünger als zehn Jahre und alle Einwohner waren evangelisch-lutherischer Konfession.
Nach dem Zweiten Weltkrieg kam Klein Radden zur Sowjetischen Besatzungszone und ab 1949 zur DDR. Mit der Kreisreform im Land Brandenburg am 1. Juli 1950 schied Klein Radden mit weiteren Gemeinden aus dem Landkreis Luckau aus und wurde dem Landkreis Lübben (Spreewald) angegliedert. Im Jahr 1952 kam die Gemeinde an den neu gegründeten Kreis Calau im Bezirk Cottbus. Am 1. Oktober 1966 wurde Groß Radden nach Klein Radden eingemeindet. Bereits Ende der 1950er-Jahre wurde in Klein Radden die Landwirtschaftliche Produktionsgenossenschaft „Neue Heimat“ gebildet, die 1975 in der LPG „Tierproduktion 25. Jahrestag“ aufging.
Nach der Wiedervereinigung gehörte Klein Radden zunächst zum brandenburgischen Landkreis Calau. Im Jahr 1992 schloss die Gemeinde sich dem Amt Lübbenau an, bei der Kreisreform im Dezember 1993 ging Klein Radden im neuen Landkreis Oberspreewald-Lausitz auf. Am 26. Oktober 2003 wurde die Gemeinde Klein Radden zusammen mit den bis dahin ebenfalls eigenständigen Gemeinden Boblitz, Kittlitz, Bischdorf, Groß Beuchow, Hindenberg, Groß Lübbenau, Groß Klessow, Leipe sowie Ragow nach Lübbenau/Spreewald eingemeindet, das Amt Lübbenau/Spreewald wurde aufgelöst.
Klein Radden gehört seit jeher zur Kirchengemeinde Zerkwitz im heutigen Kirchenkreis Niederlausitz der Evangelischen Kirche Berlin-Brandenburg-schlesische Oberlausitz.

## Einwohnerentwicklung
| Jahr | Einwohner |
| ---- | --------- |
| 1875 | 135       |
| 1890 | 121       |
| 1910 | 120       |

| Jahr | Einwohner |
| ---- | --------- |
| 1925 | 125       |
| 1933 | 117       |
| 1939 | 118       |

| Jahr | Einwohner |
| ---- | --------- |
| 1946 | 170       |
| 1950 | 147       |
| 1964 | 117       |

| Jahr | Einwohner |
| ---- | --------- |
| 1971 | 284       |
| 1981 | 254       |
| 1985 | 278       |

| Jahr | Einwohner |
| ---- | --------- |
| 1989 | 263       |
| 1996 | 253       |
| 2002 | 256       |

Gebietsstand des jeweiligen Jahres, ab 1971 mit Groß Radden

## Kultur und Sehenswürdigkeiten
Seit den 1990er-Jahren gibt es einen Prozessionsritt zum Osterreiten von Zerkwitz nach Klein Radden.
Das Vereinsleben wird durch die Freiwillige Feuerwehr gestaltet. Jährlich findet der Kneedelball statt, bei dem sich die Einwohner verkleiden.

## Wirtschaft und Infrastruktur
Klein Radden liegt nordwestlich des Autobahndreiecks Spreewald, an dem die Bundesautobahn 15 in die direkt nördlich des Ortes verlaufende Bundesautobahn 13 übergeht.
Der Ort ist landwirtschaftlich geprägt, unter anderem werden hier Spreewaldgurken angebaut.